# O Astro (1977)
O Astro é uma telenovela brasileira produzida e exibida pela TV Globo de 6 de dezembro de 1977 a 8 de julho de 1978, em 185 capítulos. Substituiu Espelho Mágico e foi substituída por Dancin' Days, sendo a 20ª "novela das oito" exibida pela emissora. 
Escrita por Janete Clair e dirigida por Daniel Filho e Gonzaga Blota, tendo direção geral de Daniel Filho.
Contou com Francisco Cuoco, Dina Sfat, Elizabeth Savalla, Tony Ramos, Tereza Rachel, Rubens de Falco, Flávio Migliaccio, Dionísio Azevedo e Edwin Luisi nos papéis principais.

## Enredo
A novela começa em 1962, quando, na cidade de Guariba, Herculano Quintanilha é traído pelo companheiro de trapaças, Manuel José da Silva, o Neco, que foge com o dinheiro angariado para a reforma da igreja do lugarejo com a conversa dos "arquitetos". Herculano é humilhado em praça pública e foge para o Rio de Janeiro, deixando a mulher, Doralice, e o filho pequeno, Alan, prometendo vir buscá-los um dia. A história, então, começa a se passar no ano de 1974, doze anos depois, quando Herculano trabalha numa churrascaria, fazendo apresentações na pele de um tarólogo, astrólogo, cartomante, quiromante e assemelhados. Numa de suas apresentações, reconhece, entre os clientes, o amigo traidor, Neco, de quem novamente se aproxima, para cobrar a sua parte no golpe que aplicaram. 
Paralelamente, a princípio, corre a história da milionária família Hayala, capitaneada pelo patriarca, Salomão, que é casado com a fútil Clô e pai de Márcio, um jovem que se diz enviado de São Francisco de Assis e rejeita a riqueza da família. Salomão sempre planejou que o filho tomasse conta de tudo um dia, mas o rapaz não se mostra nem um pouco propenso. Márcio resolve sair de casa, depois de ser internado num hospício, fugir e se desentender mais uma vez com o pai. Nessa fuga, conhece Herculano, que ao descobrir que o Márcio é milionário se aproxima aos poucos dos Hayala para tirar proveito. Por intermédio de Beatriz secretária dos Hayala, na churrascaria, Herculano conhece Amanda Mello Assunção, diretora da construtora que leva o seu nome de família e ex-mulher de Samir Hayala, um dos tios paternos de Márcio.
Márcio passa a morar com Herculano e conhece Lili, cunhada de Neco, moça humilde que não pensa em depender de homem nenhum para tocar a vida, trabalhando na barbearia do cunhado e até como taxista. Contrariando os desejos de sua família, que quer vê-lo casado com Jose, irmã de Amanda, ele se apaixona por Lili os dois se casam escondidos e vão morar juntos. Ela engravida e nasce o filho dos dois o Francisco. Herculano e Amanda também se envolvem amorosamente.
No capítulo 44, acontece a morte de Salomão Hayala, onde seu carro fora encontrado em destroços no Alto da Boa Vista. Depois, descobre-se que, na verdade, ele havia morrido antes, misteriosamente assassinado, e o criminoso planejou tudo para que parecesse um acidente. Márcio então cumpre os desejos do pai, com remorso: passa a presidir as empresas, tendo Herculano como principal auxiliar, e Lili é afastada dele por uma armação de Clô, a qual acaba fazendo a moça passar algum tempo na cadeia. Depois pede o divórcio e ele casa com Jose que acaba morrendo, Enquanto Herculano galga, cada vez mais rápido, postos na hierarquia do grupo, corre a investigação em torno da morte do patriarca. Márcio continua apaixonado por Lili que fica dividida entre ficar com ele ou casar com Natal. Jose é infeliz no casamento, e o filho de Herculano, Alan, vai morar com o pai no Rio de Janeiro.
Herculano, valendo-se de sua alta posição nas empresas, trai a confiança de Márcio e ganha muito dinheiro em transações escusas. O crime do passado em Guariba e os expedientes atuais são descobertos por Samir (empenhado graças ao despeito por Amanda tê-lo trocado pelo "professor"), e Herculano foge. Jose morre e Márcio pode, enfim, viver ao lado da amada e do filho, Chiquinho. No capítulo 182 é descoberto o assassino do milionário: Felipe Cerqueira, jovem dependente químico, amante de Clô, o qual agira com a conivência do amigo cabeleireiro Henri. Amanda vai ao encontro de Herculano, num país da América Central, onde ele exerce função de confiança na presidência da república. À chegada da mulher, Herculano fica muito feliz, mas, a um chamado do presidente, sai, dizendo não demorar. Sozinha, Amanda compreende que o poder é o que de fato importa ao homem a quem ama, voltando ao Brasil e preferindo para sempre perdê-lo.

## Elenco

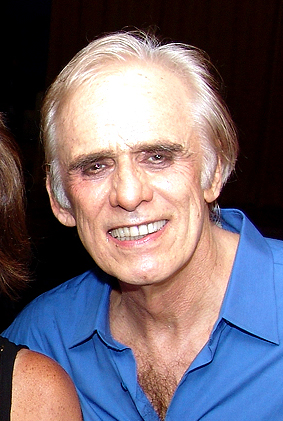
Francisco Cuoco interpretou Herculano.

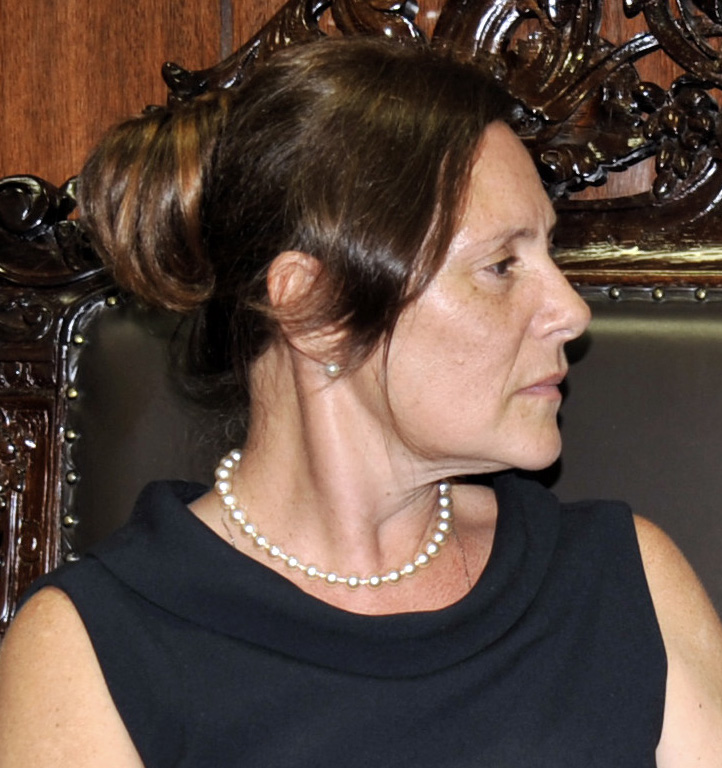
Elizabeth Savalla interpretou Lili.

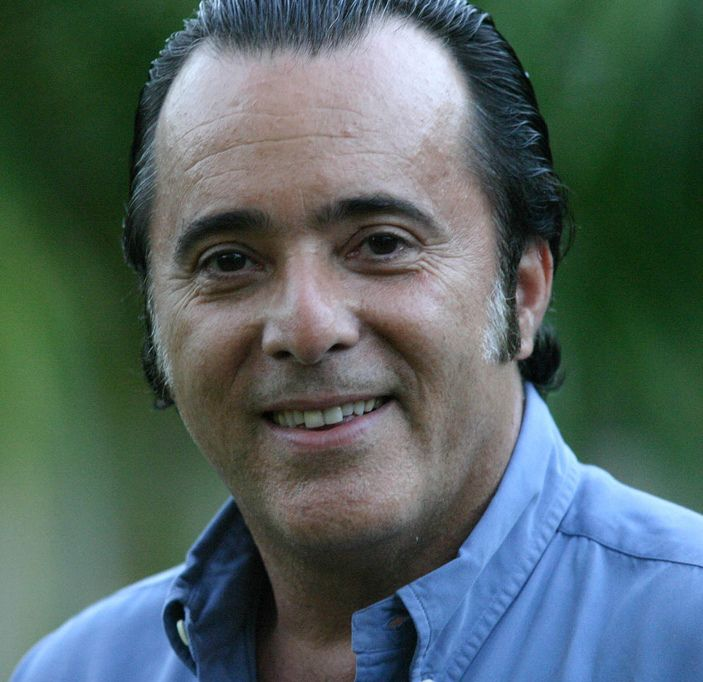
Tony Ramos interpretou Márcio.

| Interprete               | Personagem                             |
| ------------------------ | -------------------------------------- |
| Francisco Cuoco          | Herculano Quintanilha                  |
| Dina Sfat                | Amanda Mello Assunção                  |
| Elizabeth Savalla        | Lilian Paranhos (Lili)                 |
| Tony Ramos               | Márcio Hayala                          |
| Rubens de Falco          | Samir Hayala                           |
| Tereza Rachel            | Clotilde Vasconcelos Hayala (Clô)      |
| Dionísio Azevedo         | Salomão Hayala                         |
| Carlos Eduardo Dolabella | Natalício Valença (Natal)              |
| Stepan Nercessian        | Alan Quintanilha Rodrigues Sanches     |
| Flávio Migliaccio        | Manuel José da Silva (Neco)            |
| Ângela Leal              | Laura Paranhos da Silva (Laurinha)     |
| Edwin Luisi              | Felipe Gérard Cerqueira (Felipe)       |
| Eloísa Mafalda           | Consolação Paranhos                    |
| Ida Gomes                | Magda Vasconcelos                      |
| Heloísa Helena           | Beatriz Sampaio                        |
| Macedo Neto              | Amin Hayala                            |
| Isaac Bardavid           | Youssef Hayala                         |
| Hélio Ary                | Agenor Mello Assunção (Mello Assunção) |
| Ênio Santos              | Vanderlei Cerqueira (Cerqueira)        |
| Sílvia Salgado           | Joselina Mello Assunção (Jose)         |
| Edson Silva              | Almeida (Almeidinha)                   |
| Marilena Cury            | Nádia Hayala                           |
| Leda Borba               | Jamile Hayala                          |
| Thelma Elita             | Myrian Lambert                         |
| José Luiz Rodi           | Henrique Justiniano (Henri)            |
| Cleyde Blota             | Doralice Rodrigues Sanches (Licinha)   |
| Juan Daniel              | Seu "Dondinho" Rodrigues Sanches       |
| Rejane Marques           | Luísa Paranhos                         |
| Paulo Gonçalves          | Malvino Paranhos                       |
| Tony Ferreira            | Dr. Gilberto Ramos Leite               |
| Nestor de Montemar       | Frei Laurindo Garcia                   |
| Marília Barbosa          | Mara Célia                             |
| Betinho                  | Nilton (Niltinho)                      |
| Maria Helena Velasco     | Valéria                                |
| Aguinaldo Rocha          | Jandiro González                       |
| Kleber Drable            | Dr. Pirilo Mendonça                    |
| Guilherme Martins        | Artur Mendonça (Arturzinho)            |
| Newton Martins           | Delegado Décio Loyola                  |
| Rubem de Bem             | Detetive Castro                        |
| Zé Preá                  | Armando Vieira (Vieira)                |
| Maria Sílvia             | Tânia                                  |
| Cecília Loyola           | Nilza                                  |
| Mira Palheta             | Sílvia                                 |
| Rejane Schumann          | Rita                                   |
| César Augusto            | Joaquim                                |
| Carlos Poyart            | Manuel José da Silva Filho (Nequinho)  |
| Michele Bulos            | Michele da Silva                       |

### Participações especiais
| Interprete                  | Personagem                                                                                   |
| --------------------------- | -------------------------------------------------------------------------------------------- |
| Afonso Stuart               | Ramón (presidente do país latino de quem Herculano torna-se conselheiro, no último capítulo) |
| Angelina Muniz              | Marilyn (Severina, nova empregada na casa dos Mello Assunção)                                |
| Angelito Mello              | Dr. Tiago (médico de Jose)                                                                   |
| Antônio Pitanga             | Dr. Garcia (engenheiro responsável pelo empreendimento lançado por Herculano)                |
| Ataíde Arcoverde            | entre os homens que apartam a briga entre Natal e Almeidinha no bar                          |
| Claudioney Penedo           | policial que colhe informações com Herculano sobre o atentado que Alan sofreu, no final      |
| Davi Ribeiro da Silva       | Valério (bebê de Laurinha que nasce no decorrer da trama)                                    |
| Denny Perrier               | Frei Justino (franciscano que celebra o casamento de Márcio e Lili)                          |
| Dirceu de Mattos            | Dr. Cardoso (advogado de Lili que trata de seu desquite de Márcio)                           |
| Ed Heath                    | Detetive Soares (procura por Felipe para a prisão preventiva)                                |
| Eduardo d'Ángelo            | Chiquinho (bebê de Márcio e Lili, maior)                                                     |
| Francisco Dantas            | Mestre Canário (professor de trompete de Márcio, morre no primeiro capítulo)                 |
| Gonzaga Blota               | Dr. Jorge Lima (advogado de Márcio)                                                          |
| Jacyra Silva                | Jussara (responsável pela campanha de lançamento do empreendimento de Herculano)             |
| José Maria Monteiro         | Dr. Lorival Cintra (advogado de Felipe)                                                      |
| Leda Lúcia                  | enfermeira que cuida de Márcio na casa de repouso, no início                                 |
| Luiz Carlos Niño            | Alan (criança, no início)                                                                    |
| Luiz Macedo                 | Zeca (morador de Guariba)                                                                    |
| Mário Polimeno              | Pedrosa (auxiliar do delegado Loyola)                                                        |
| Maurício Barroso            | Ernani Menezes (chefe de Lili na concessionária de automóveis, interessa-se por ela)         |
| Orion Ximenes               | motorista do táxi no qual Márcio entra quando foge da casa de repouso                        |
| Romeu Evaristo              | pago por Herculano para ligar passando-se por personalidades, para impressionar os clientes  |
| Tamara Taxman               | Priscila (colunista social em uma recepção na casa de Herculano)                             |
| Vanda Costa                 | Dona Fininha (mulher de Jandiro)                                                             |
| Vivian Renata Lemos Scofano | Chiquinho (bebê de Márcio e Lili, menor)                                                     |

## Exibição
Foi reprisada entre 02 de fevereiro a 03 de abril de 1981 em 45 capítulos substituindo Duas Vidas.

### Outras Mídias
Em 18 de novembro de 2024, foi disponibilizada na íntegra pelo Globoplay, como parte do Projeto Resgate.

## Remake
A trama ganhou uma versão atualizada, exibida no horário das 23h entre 12 de julho e 28 de outubro de 2011. O remake escrito por Alcides Nogueira e Geraldo Carneiro, contou com Rodrigo Lombardi, Carolina Ferraz, Thiago Fragoso e Alinne Moraes nos papéis principais.
A nova versão se tornou a segunda novela da TV Globo a vencer o Emmy Internacional de Prêmio Emmy Internacional de melhor telenovela.

## Música

### Nacional
- Capa: logotipo da novela

1. "Um Jeito Estúpido de Te Amar" - Maria Bethânia
2. "Que Pena" - Peninha
3. "Saco de Feijão" - Beth Carvalho
4. "Estado de Fotografia" - Vanusa
5. "Nêga" - Emílio Santiago
6. "As Forças da Natureza" - Clara Nunes
7. "Bijuterias" - João Bosco
8. "Trocando em Miúdos" - Francis Hime
9. "Boi da Cara Branca" - Hélio Matheus
10. "Ambição" - Rita Lee
11. "É Hora" - Djavan
12. "Olha" - Marília Barbosa
13. "Enredo de Pirraça" - Elza Soares
14. "Mais Uma Vez" - Marizinha

### Internacional
- Capa: Francisco Cuoco

1. "Don't Let Me Be Misunderstood" - Santa Esmeralda
2. "Easy" - The Commodores
3. "Only The Strong Survive" - Billy Paul
4. "For Once In My Life" - Freddy Cole
5. "I'm Sagittarius" - Roberta Kelly
6. "You're Too Far Away" - David Castle
7. "Loneliness" - Joe John Daniel
8. "We're All Alone" - Rita Coolidge
9. "Citations Ininterrompues" - Café Crème
10. "Love For Sale" - Boney M.
11. "Bird Songs" - Chrystian
12. "The Name Of The Game" - Abba
13. "Dreamin' "- Liverpool Express
14. "Destiny" - Julian Grey

O Astro Internacional foi a última trilha sonora internacional de uma novela das 20h a ostentar o selo em espiral verde da gravadora Som Livre e, em seguida, utilizar o novo em formato de "S" azul.

### Complementar: temas instrumentais
- Capa: logotipo da novela

1. "Loneliness" - Joe John Daniel
2. "Love Is a Simple Thing" - Joe John Daniel